# LATAM Paraguay
LATAM Paraguay (précédemment TAM Mercosur (Transportes Aéreos del Mercosur), ou auparavant Líneas Aéreas Paraguayas - LAP) (code IATA : PZ • code OACI : LAP) est une compagnie aérienne du Paraguay. Elle fait partie du groupe brésilien TAM Linhas Aéreas.

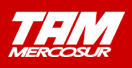
Ancien logo de TAM Mercosur

En 2008, à la suite d'une décision stratégique, le nom TAM Mercosur est abandonné. La compagnie aérienne adopte la même identité que sa maison-mère brésilienne, devenant ainsi TAM Airlines.
En 2016, elle devient LATAM Paraguay.

## Flotte

### Flotte actuelle
En janvier 2023, la flotte de LATAM Paraguay se compose des appareils suivants :

### Flotte historique
LATAM Paraguay a utilisé au fil des ans les avions suivants,, :
| Aircraft                      | Total | Introduced | Retired | Notes                 |
| ----------------------------- | ----- | ---------- | ------- | --------------------- |
| Airbus A310-300               | 1     | 1995       | 1996    | Opéré chez SAETA      |
| Airbus A320-200               | 3     | 1995       | 1996    | Opéré chez SAETA      |
| Boeing 707-320B               | 3     | 1978       | 1994    |                       |
| Boeing 737-200                | 2     | 1995       | 1996    | Loué chez SAETA       |
| British Aerospace BAe 146-300 | 1     | 1992       | 1993    | Loué chez BAE Systems |
| Convair CV-240                | 3     | 1963       | 1972    |                       |
| Douglas C-47 Skytrain         | 1     | 1972       | 1977    |                       |
| Douglas C-54 Skymaster        | 2     | 1963       | 1964    |                       |
| Douglas DC-8-61               | 1     | 1988       | 1990    |                       |
| Douglas DC-8-62               | 2     | 1990       | 1991    |                       |
| Douglas DC-8-63               | 1     | 1984       | 1994    |                       |
| Douglas DC-8-71               | 2     | 1990       | 1993    |                       |
| Lockheed L-188C Electra       | 3     | 1968       | 1994    |                       |
| McDonnell Douglas DC-10-30    | 3     | 1992       | 1994    |                       |